# Simira salvadorensis

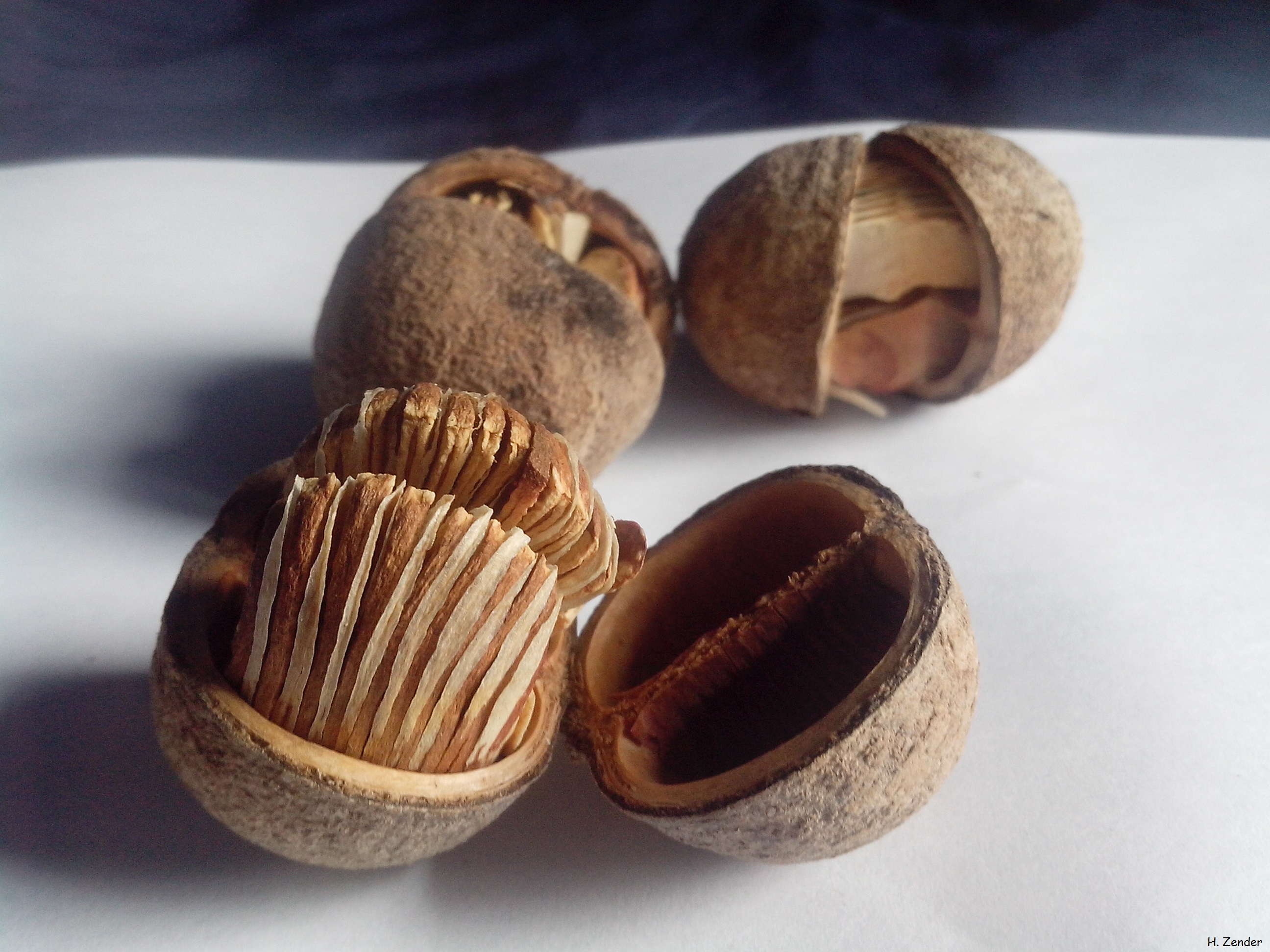
Kapselfrucht mit Samen
(ähnliches Bild)

Simira salvadorensis ist ein Baum in der Familie der Rötegewächse aus Zentralamerika, von El Salvador, Honduras bis ins südliche Mexiko.

## Beschreibung
Simira salvadorensis wächst als immergrüner Baum bis etwa 20 Meter hoch. Der Stammdurchmesser erreicht etwa 40 Zentimeter. Die gräuliche-braune Borke ist schuppig bis abblätternd.
Die einfachen Laubblätter sind gegenständig und kurz gestielt. Der fein behaarte Blattstiel ist bis 4,5 Zentimeter lang. Die ledrigen Blätter sind ganzrandig, spitz bis zugespitzt und eiförmig bis verkehrt-eiförmig mit spitzer bis abgerundeter oder leicht herzförmiger Basis. Sie sind oberseits kahl und unterseits heller sowie an der helleren Nervatur leicht behaart. Es sind abfallende, interpetiolare Nebenblätter ausgebildet.
Es werden endständige und fein behaarte Rispen gebildet. Die kleinen, fünfzähligen und zwittrigen und kurz gestielten Blüten mit doppelter Blütenhülle sind grünlich-weiß. Es ist ein kleiner, becherförmig Blütenbecher mit kleinen, ungleichen Kelchzipfeln ausgebildet. Die Krone ist röhrig verwachsen mit kurzen Zipfeln. Es sind kurze Staubblätter und ein unterständiger, zweikammeriger Fruchtknoten mit kurzem, dickem Griffel mit breiter Narbe vorhanden.
Es werden rundliche und bis 2 Zentimeter große, vielsamige, lokulizidale, zweiklappige, holzige Kapselfrüchte gebildet. Die flachen Samen sind einseitig geflügelt und mit dem papierigen Flügel bis 2 Zentimeter lang.

## Verwendung
Das seltene, schöne und rötliche, mittelschwere, mäßig beständige Holz, Edelholz wird z. B. für Möbel, zum Drechseln oder für Musikinstrumente genutzt. Es ist bekannt als Chakte Kok oder Redheart. Ähnliches Holz, welches auch unter den gleichen Namen verkauft wird, liefert Cosmocalyx spectabilis Standl. oder Erythroxylum havanense Jacq.